# کارستن بیورنلوند
کارستن بیورنلوند (دانمارکی: Carsten Bjørnlund؛ زادهٔ ۲۸ ژوئن ۱۹۷۳) بازیگر اهل دانمارک است. وی از سال ۲۰۰۰ میلادی تاکنون مشغول فعالیت بوده‌است. او در سال ۲۰۰۴ با بازیگر دانمارکی، سیگنه اسکوف، ازدواج کرد که حاصل این ازدواج دو پسر به نام‌های برترام و ویلفرد بود. آن‌ها در سال ۲۰۱۱ از یکدیگر جدا شدند. او سپس با طراح، کریستی فالز، وارد رابطه شد و در اوایل اکتبر ۲۰۱۶، دختری به نام زیگی از او داشت.
از فیلم‌ها یا برنامه‌های تلویزیونی که وی در آن نقش داشته‌است، می‌توان به ارث، موجود، جنایت و شناسه: ای اشاره کرد.